# Ritratto di Saskia con cappello
Ritratto di Saskia con cappello è un dipinto a olio su tavola (99,5x78,8 cm) realizzato nel 1633 e modificato nel 1642 dal pittore Rembrandt Harmenszoon Van Rijn.
È conservato nella Staatliche Museen di Kassel.
L'artista ritrae la moglie Saskia negli abiti ricchi che alludono probabilmente alla sua condizione aristocratica.
Il dipinto è discusso a causa dei rimaneggiamenti subiti nel tempo, confermati anche dalle analisi radiografiche. Certamente sono state aggiunte la piuma sul cappello e la pelliccia, mentre il fondo venne ridipinto, comportando anche la perdita di un'iscrizione della data, 1642. Non è certo l'intento di Rembrandt in questa raffigurazione: potrebbe essere un semplice ritratto della moglie, come anche una figura allegorica. In questo senso, alcuni studiosi ritengono sia una versione del suicidio di Lucrezia oppure una raffigurazione della Vanità.